# Alexis Ruano Delgado
Alexis Ruano Delgado (* 4. August 1985 in Málaga), kurz Alexis, ist ein spanischer Fußballspieler der vornehmlich als Innenverteidiger eingesetzt wird.

## Karriere
Alexis Ruano Delgados Profikarriere begann 2001 in der B-Mannschaft seines Heimatvereins FC Málaga. Nach 50 Spielen wurde er 2003 in die erste Mannschaft berufen, für die er 50 Spiele bis zur Saison 2006/07 in der Primera División und, nach dem Abstieg am Ende der Saison 2005/06, in der Segunda División bestritt. 
Für die Spielzeit 2006/07 nahm ihn der Erstligist FC Getafe für 2,5 Millionen Euro unter Vertrag. Unter dem deutschen Trainer Bernd Schuster entwickelte er sich in der folgenden Saison zu einem der besten Innenverteidiger Spaniens. Dies führte zu seiner Wahl in die Elf des Jahres. 
Die Mannschaft ließ nur 33 Gegentore in 38 Spielen zu, Alexis Ruano Delgado erzielte den Siegtreffer zum 1:0 beim Derby gegen den Lokalrivalen Real Madrid am 14. Oktober 2006. Dies führte dazu, dass am Ende der Saison einige große Klubs in Europa auf ihn aufmerksam wurden. Der AC Mailand, Real Madrid, der FC Barcelona und der FC Valencia bekundeten öffentlich Interesse an dem Innenverteidiger. 
Bereits im April 2007 verkündete Delgado, dass er ab der Saison 2007/08 für den FC Valencia spielen werde. Sein neuer Kontrakt läuft bis zum Sommer 2013, die Ablösesumme betrug sechs Millionen Euro. In der ersten Spielzeit für Valencia gelang ihm zwar nicht der endgültige Durchbruch, dennoch trug er mit dem Treffer zum 2:0 (11. Minute) im Copa del Rey-Finale gegen seinen ehemaligen Verein Getafe am 16. April 2008 zum Titelgewinn des FC Valencia bei. 
Ende August 2010 unterschrieb Alexis einen Fünfjahresvertrag beim FC Sevilla, der ihn für eine Ablösesumme von fünf Millionen Euro verpflichtete.
Im Februar 2012 wurde er an den FC Getafe ausgeliehen.
Im Januar 2016 wechselte er in die Süper Lig zu Beşiktaş Istanbul und unterschrieb einen Vertrag für die nächsten zweieinhalb Jahre. Hier löste er bereits zum Saisonende seinen Vertrag auf und zog zu Deportivo Alavés weiter.

## Erfolge
Mit dem FC Valencia
- Spanischer Pokalsieger: 2007/08

Mit Beşiktaş Istanbul
- Türkischer Meister: 2015/16